# Ерих Кошик
Ерих Кошик (Хамбург, 1. март 1913 — Хамбург, 21. јул 1985) бивши је немачки спринт кануиста који се такмичио 30-их и 40-их година прошлог века. 

## Спортска биографија
Од 1934. до 1936. освојио је три пута заредом немачко првенство у дисциплини Ц-1 на удаљености од 1000 метара. На Европском првенству 1934. године у Копенхагену је освојио титулу првака., испред чешких кануиста Бохумила Силног и Бохуслава Карлика.
Кошик је на Летњим олимпијским играма 1936. у Берлину освојио је бронзану медаљу у дисциплини  Ц-1 на 1.000 метара
После Другог светског рата Кошик је учествовао на немачки првенствима. Гдине 1947. победио је заједно са својим партнером Хансом Ведерманом на 1.000 метара, а 1948. на 10.000 метара.